# BVN TV

Logo

BVN TV – należący do holenderskiej i flamandzkiej telewizji publicznej kanał telewizyjny, mający promować na świecie język niderlandzki i tworzoną w nim kulturę, a także gwarantować emigrantom dostęp do rozrywki w rodzimym języku. Odgrywa więc rolę podobną do francuskiego TV5 Monde i polskiej TVP Polonia. W Polsce jest dostępny w niekodowanym przekazie cyfrowym z satelitów Astra.